# قطوراء
القَطُوْرَاء  أو الكوتولا[بحاجة لمصدر] (باللاتينية: Cotula) جنس نباتي يتبع الفصيلة النجمية أو المركبة (باللاتينية: Asteraceae) ويضم عشرات الأنواع المقبولة.

## من أنواعهاالواطنةفيالوطن العربي
- الكوتولا الأربيانية (باللاتينية: Cotula anthemoides) في بلاد الشام ومصر والمغرب العربي
- الكوتولا الرمادية (باللاتينية: Cotula cinerea) في بلاد الشام ومصر والمغرب العربي